# Edward Sedgwick
Edward Sedgwick (7 de noviembre de 1889 - 7 de marzo de 1953) fue un director, guionista, actor y productor cinematográfico de nacionalidad estadounidense.

## Inicios
Nacido en Galveston, Texas, sus padres eran Edward Sedgwick, Sr. y Josephine Walker, ambos actores teatrales. A los cuatro años de edad formaba parte del grupo artístico compuesto por su familia, la Sedgwick Comedy Company, representando un número de vodevil y cantando. Siguió con esos números hasta los siete años de edad, cuando obtuvo su primer papel de comedia en una obra escrita por su padre, Just Over.
En esa época únicamente actuaba en los meses de verano, aprovechando el resto del tiempo para completar sus estudios en Galveston. Se graduó en la Universidad St. Mary de Galvestony después entró en la Academia Militar Peacock en San Antonio (Texas), graduándose con el empleo de teniente. Tras ello valoró seriamente la posibilidad de dedicarse a la vida militar, pero finalmente optó por su vocación teatral, entrando nuevamente en la compañía de su padre, llamada entonces "The Five Sedgwicks." El grupo estaba formado por sus padres, él mismo y dos hermanas, las gemelas Eileen y Josie Sedgwick, que posteriormente tuvieron una exitosa carrera como actrices cinematográficas. Forzado a dar fin a las actuaciones del grupo a causa de la enfermedad de su padre, Sedgwick se dedicó a la comedia musical, consiguiendo pronto un grupo propio, "The Cabaret Girls," producido, dirigido y gestionado por él. La compañía tuvo éxito, y fue solo tras repetidas ofertas de Romaine Fielding cuando, al final de su tercera temporada de éxitos, disolvió la formación y se dedicó a la actuación cinematográfica.
Sedgwick se inició en el cine como comediante en 1915, frecuentemente interpretando a locos jugadores de béisbol. Posteriormente fue director de seriales, y en 1921 empezó a trabajar en la unidad de westerns de Tom Mix. El amor de Sedgwick por el béisbol se plasma en escenas del film de Mix Stepping Out, del de Buck Jones Hit and Run, del de William Haines Slide, Kelly, Slide, del de Buster Keaton The Cameraman, y del de Robert Young Death on the Diamond.

## Carrera
Sedgwick fue contratado por Metro-Goldwyn-Mayer a finales de la década de 1920. En la compañía encontró un espíritu afín en Buster Keaton, al cual Sedgwick (conocido informalmente como "Ed" o "Junior") dirigió en todos los largometrajes que Keaton rodó para MGM: The Cameraman, Spite Marriage, Free and Easy, Dough Boys (en el cual Sedgwick interpretaba a un soldado), Parlor, Bedroom and Bath, Speak Easily, Sidewalks of New York, y What! No Beer?. 
En 1936 Sedgwick trabajó brevemente como productor y director para los Estudios de Hal Roach. Con esta compañía rodó Mister Cinderella y Pick a Star, ambas cintas protagonizadas por Jack Haley. En la última de ellas intervenían Stan Laurel y Oliver Hardy. Más adelante, en 
1938, dirigió el film The Gladiator, interpretado por Joe E. Brown y Dickie Moore.
Considerado en la década de 1940 como una reliquia de una época ya pasada, Sedgwick tenía en esos años menos oportunidades para dirigir pero, cuando Laurel y Hardy volvieron a MGM a finales de 1942, Sedgwick fue elegido para dirigir a la pareja en Air Raid Wardens. Fue su última película dirigida en un periodo de cinco años, aunque continuó perteneciendo a MGM, compartiendo despacho con Buster Keaton.
En 1948, Keaton, empleado para escribir gags para Red Skelton, había sugerido que Sedgwick podría ser un director ideal para la futura película A Southern Yankee. Pero Sedgwick no estaba preparado para el desafío: aunque en los créditos aparecía en solitario como el director del film, realmente fue S. Sylvan Simon el director del mismo. La última cinta de Sedgwick fue la producción de Universal Studios Ma and Pa Kettle Back on the Farm.

## Fallecimiento
Edward Sedgwick falleció a causa de un infarto agudo de miocardio en North Hollywood, Los Ángeles, California, en 1953, a los 63 años de edad. 
Fue enterrado en el Cementerio de Holy Cross en Culver City, California.

## Filmografía

### Como director
| - 1920 : Fantomas - 1921 : Live Wires - 1921 : Bar Nothing - 1921 : The Rough Diamond - 1922 : Chasing the Moon - 1922 : The Bearcat - 1922 : Boomerang Justice - 1922 : Do and Dare - 1922 : The Flaming Hour - 1923 : The First Degree - 1923 : Romance Land - 1923 : The Gentleman from America - 1923 : Single Handed - 1923 : Dead Game - 1923 : Shootin' for Love - 1923 : Out of Luck - 1923 : Blinky - 1923 : The Ramblin' Kid - 1923 : The Thrill Chaser - 1924 : Hook and Ladder - 1924 : Ride for Your Life - 1924 : 40-Horse Hawkins - 1924 : Broadway or Bust - 1924 : Sawdust Trail - 1924 : Hit and Run - 1924 : The Ridin' Kid from Powder River - 1925 : The Hurricane Kid - 1925 : The Saddle Hawk - 1925 : Let 'er Buck - 1925 : The Phantom of the Opera - 1925 : Lorraine of the Lions - 1925 : Two-Fisted Jones - 1926 : Under Western Skies - 1926 : The Flaming Frontier - 1926 : The Runaway Express - 1926 : Tin Hats - 1926 : There You Are! - 1927 : Slide, Kelly, Slide - 1927 : The Bugle Call - 1927 : Spring Fever | - 1928 : West Point - 1928 : Circus Rookies - 1928 : The Cameraman - 1929 : Spite Marriage - 1930 : Estrellados - 1930 : De frente, marchen - 1930 : Free and Easy - 1930 : Doughboys - 1930 : Remote Control - 1931 : Parlor, Bedroom and Bath - 1931 : A Dangerous Affair - 1931 : Maker of Men - 1932 : The Passionate Plumber - 1932 : Speak Easily - 1933 : What! No Beer? - 1933 : Horseplay - 1933 : Saturday's Millions - 1934 : The Poor Rich - 1934 : I'll Tell the World - 1934 : Here Comes the Groom - 1934 : Death on the Diamond - 1934 : Father Brown, Detective - 1935 : Murder in the Fleet - 1935 : The Virginia Judge - 1936 : Mister Cinderella - 1937 : Pick a Star - 1937 : Riding on Air - 1937 : Fit for a King - 1938 : The Gladiator - 1939 : Burn 'Em Up O'Connor - 1939 : Beware Spooks! - 1940 : So You Won't Talk - 1943 : Air Raid Wardens - 1946 : Easy to Wed - 1948 : A Southern Yankee - 1951 : Ma and Pa Kettle Back on the Farm - 1951 : Excuse My Dust - 1953 : I Love Lucy |

### Como guionista
| - 1924 : 40-Horse Hawkins - 1918 : Cheating the Public - 1918 : Rough and Ready - 1920 : Bride 13 - 1920 : The Face at Your Window - 1921 : The Rough Diamond - 1922 : Do and Dare | - 1923 : Blinky - 1924 : 40-Horse Hawkins - 1924 : Hit and Run - 1925 : The Saddle Hawk - 1925 : Let 'er Buck - 1939 : Burn 'Em Up O'Connor |

### Como actor
| - 1915 : Slim Fat or Medium - 1916 : Hired, Tired and Fired - 1916 : Some Heroes - 1916 : Ain't He Grand? - 1916 : The Town That Tried to Come Back - 1916 : When Slim Was Home Cured - 1916 : National Nuts - 1916 : His Blowout - 1916 : Some Medicine Man - 1916 : A Lucky Leap - 1916 : He Became a Regular Fellow - 1916 : It's All Wrong - 1916 : Room Rent and Romance - 1916 : Married a Year | - 1916 : The Fascinating Model - 1916 : His Golden Hour - 1917 : Fat and Foolish - 1917 : Who Said Chicken? - 1917 : The Haunted Pajamas - 1917 : The Varmint - 1917 : The Yankee Way - 1918 : Bruin Trouble - 1918 : Don't Flirt - 1918 : Why I Would Not Marry - 1918 : There and Back - 1919 : Checkers - 1920 : Sink or Swim - 1923 : The Thrill Chaser |

### Como productor
- 1929 : Spite Marriage
- 1930 : Free and Easy
- 1930 : Remote Control
- 1934 : Father Brown, Detective
- 1936 : Mister Cinderella

### Como compositor
- 1930 : Doughboys